# Tringa solitaria
El andarríos solitario, pitotoy solitario o tigüiza (Tringa solitaria) es un ave limícola, de la familia de los escolopácidos, que habita en el continente americano.

## Descripción
El dorso es de color oliváceo a verde oscuro, la cabeza gris y el pecho y partes inferiores blancas. Presenta alas de color marrón, con pequeños puntos de blancos y un delicado contraste del patrón del cuello y del pecho, como su pariente cercana, la Tringa ochropus europea, pero a diferencia de esta, la especie americana presenta la rabadilla y el centro de la cola de color oscuro.  Ambas especies anidan en los árboles, a diferencia de la mayoría de escolopácidos.

## Migraciones
Se reproduce en los bosques de Alaska y Canadá. Es un ave migratoria y vuela a invernar en Centroamérica y en Sudamérica, especialmente en las cuencas del río Amazonas y del Caribe. Rara vez algunos individuos llegan a Europa Occidental o al África.
No es gregaria y suele permanecer solitaria durante la migración, aunque a veces se congregan en pequeñas cantidades en áreas que proporcionan una alimentación adecuada. Principalmente es un ave de agua dulce y a menudo se encuentra en sitios tales como zanjas o drenajes, demasiado limitados para otras limícolas.

## Alimentación

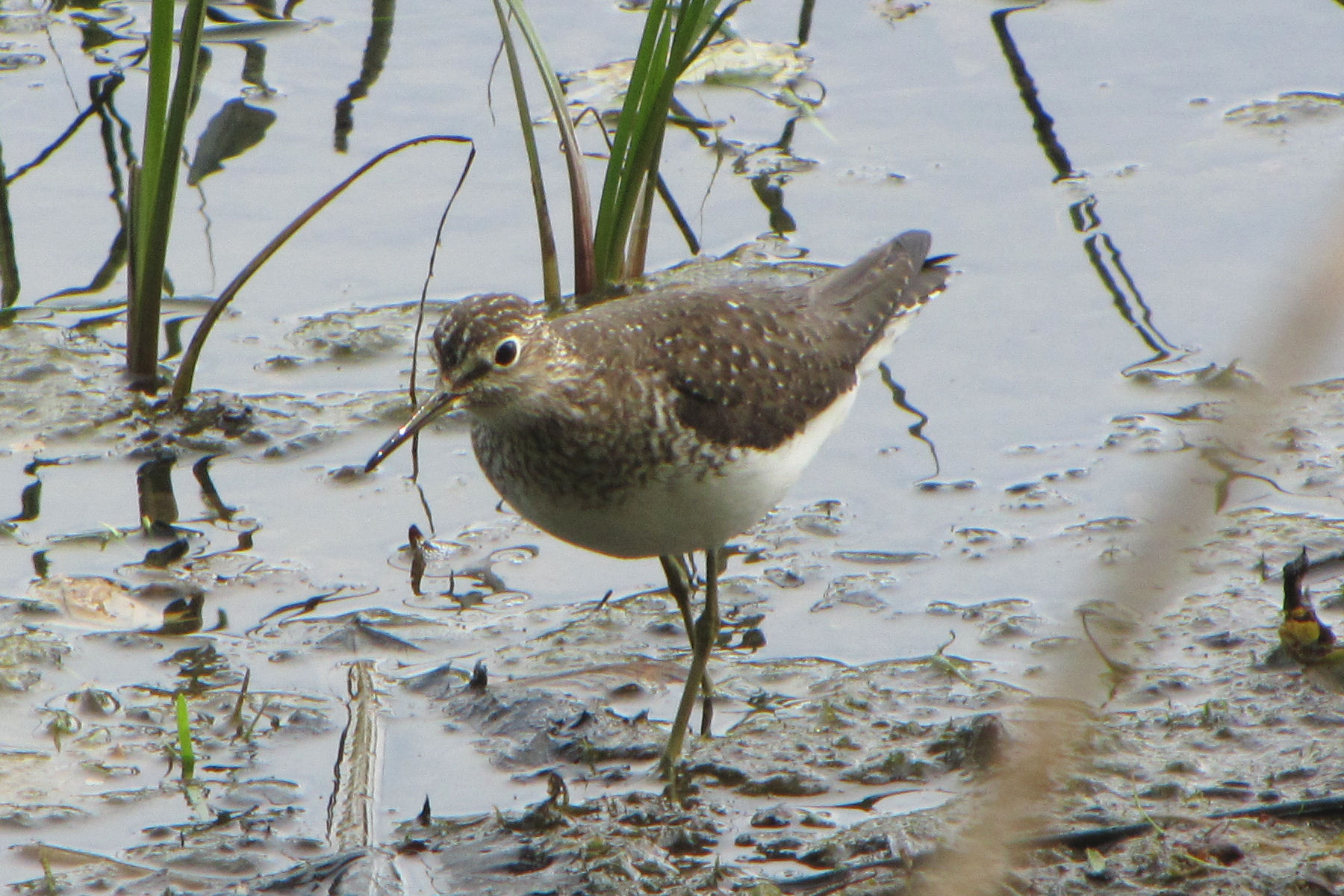
Andarríos cazando

Se alimenta cazando pequeños invertebrados, como insectos, molusco y crustáceos pequeños y a veces pequeñas ranas, los que encuentra entre el barro, ya que busca alimento constantemente alrededor de las riberas del lago que escoge.

## Reproducción
Pone de 3 a 5 huevos en un nido viejo abandonado por algún ave de otra especie, en los árboles. Los polluelos son estimulados a botarse al suelo apenas nacen.